# KANJANI∞ LIVE TOUR 2010→2011 8UPPERS
- SUPER EIGHTのライブ一覧 > KANJANI∞ LIVE TOUR 2010→2011 8UPPERS
- 8UPPERS > KANJANI∞ LIVE TOUR 2010→2011 8UPPERS

『KANJANI∞ LIVE TOUR 2010→2011 8UPPERS』（カンジャニエイト ライブ・ツアー 2010 2011 パッチアッパーズ）は、2010年10月30日から2011年1月1日にかけて開催された関ジャニ∞のライブツアー。2011年4月13日にインペリアルレコードから7枚目のライブDVD/Blu-rayとして発売された。

## 概要
- 前作『COUNTDOWN LIVE 2009-2010 in 京セラドーム大阪』から約1年1ヶ月振りのリリース。
- 本作は初回限定盤、通常盤、Blu-ray盤の3形態で発売。
- 本作から、映像作品のBlu-rayでの発売が開始した。なお、映像作品のBlu-ray盤の発売は、ジャニーズ事務所所属アーティストでは初である。
- 2010年10月30日から2011年1月1日まで行われた同名のライブツアーの12月19日の東京ドーム公演の映像を収録。
- 初回限定盤の特典DVDには、本ライブでの企画「WINK KILLER」の全公演ダイジェストと、収録公演のWアンコールで披露した「イッツ マイ ソウル」と、WWアンコールで披露した「ズッコケ男道」を収録。
- 当初は3月30日に発売が予定されていたが、東日本大震災の影響で発売が2週間後の4月13日に延期された。
- 初週DVDが13.5万枚、BDが0.9万枚を売り上げ、2011年4月25日付オリコン週間DVDランキングおよびBDランキングのミュージック部門で2冠達成第1位となった。

## 公演日程
| 年     | 月   | 日   | 開演時間 | 会場                                          |
| ------ | ---- | ---- | -------- | --------------------------------------------- |
| 2010年 | 10月 | 30日 | 14:00    | 北海道立総合体育センター（北海道）            |
| 2010年 | 10月 | 30日 | 18:00    | 北海道立総合体育センター（北海道）            |
| 2010年 | 10月 | 31日 | 13:00    | 北海道立総合体育センター（北海道）            |
| 2010年 | 10月 | 31日 | 17:00    | 北海道立総合体育センター（北海道）            |
| 2010年 | 11月 | 10日 | 18:30    | マリンメッセ福岡（福岡県）                    |
| 2010年 | 11月 | 11日 | 18:30    | マリンメッセ福岡（福岡県）                    |
| 2010年 | 11月 | 23日 | 12:00    | 石川県産業展示館4号館（石川県）               |
| 2010年 | 11月 | 23日 | 16:00    | 石川県産業展示館4号館（石川県）               |
| 2010年 | 11月 | 27日 | 18:00    | 広島グリーンアリーナ（広島県）                |
| 2010年 | 11月 | 28日 | 12:00    | 広島グリーンアリーナ（広島県）                |
| 2010年 | 11月 | 28日 | 16:00    | 広島グリーンアリーナ（広島県）                |
| 2010年 | 12月 | 4日  | 14:00    | ビーコンプラザ コンベンションホール（大分県） |
| 2010年 | 12月 | 4日  | 18:00    | ビーコンプラザ コンベンションホール（大分県） |
| 2010年 | 12月 | 5日  | 13:00    | ビーコンプラザ コンベンションホール（大分県） |
| 2010年 | 12月 | 5日  | 17:00    | ビーコンプラザ コンベンションホール（大分県） |
| 2010年 | 12月 | 12日 | 13:00    | セキスイハイムスーパーアリーナ（宮城県）      |
| 2010年 | 12月 | 12日 | 17:00    | セキスイハイムスーパーアリーナ（宮城県）      |
| 2010年 | 12月 | 18日 | 18:00    | 東京ドーム（東京都）                          |
| 2010年 | 12月 | 19日 | 18:00    | 東京ドーム（東京都）                          |
| 2010年 | 12月 | 21日 | 14:00    | 日本ガイシホール（愛知県）                    |
| 2010年 | 12月 | 21日 | 18:00    | 日本ガイシホール（愛知県）                    |
| 2010年 | 12月 | 22日 | 13:00    | 日本ガイシホール（愛知県）                    |
| 2010年 | 12月 | 22日 | 17:00    | 日本ガイシホール（愛知県）                    |
| 2010年 | 12月 | 30日 | 18:00    | 京セラドーム大阪（大阪府）                    |
| 2010年 | 12月 | 31日 | 13:30    | 京セラドーム大阪（大阪府）                    |
| 2010年 | 12月 | 31日 | 21:00    | 京セラドーム大阪（大阪府）                    |
| 2011年 | 1月  | 1日  | 18:00    | 京セラドーム大阪（大阪府）                    |

## 販売形態
- 発売日：2011年4月13日
  - 初回限定盤（TECI-8835~8837：3DVD）
    - 三方背ケース仕様
    - 52P写真集封入

  - 通常盤（TECI-8838~8839：2DVD）
  - Blu-ray盤（TEXI-8801：Blu-ray）
    - 5.1chサラウンド収録
- 発売日：2015年7月1日
  - 通常盤：再発売（JABA-5219~5220：2DVD）
    - 自身の所属レコード会社を『テイチクエンタテインメント』から『INFINITY RECORDS』へ移籍したため、INFINITY RECORDSより再発売。

  - Blu-ray盤：再発売（JAXA-5015：Blu-ray）
    - 5.1chサラウンド収録
    - 上述の理由により、INFINITY RECORDSより再発売。

## 収録内容

### 本編映像（セットリスト）
※各DVD盤は、Disc 1にM-1~16、Disc 2にM-17以降を収録。
1. Undercover (Instrumental)
2. Oriental Surfer (Instrumental)
3. 浮世踊リビト
4. Jackhammer
5. Do you agree?
6. DIVE
7. LIFE〜目の前の向こうへ〜
8. Baby Baby
9. 泣かないで 僕のミュージック
10. ほろりメロディー
11. ブリュレ
12. アニマル・マジック
13. モノグラム

＜WINK KILLER＞
1. Oriental Surfer (Instrumental)
2. realize (Instrumental)
3. Start Us Up (Instrumental)
4. ＜Techno Pop Medley＞
  1. 好きやねん、大阪。
  2. ワッハッハー
  3. 関風ファイティング
5. Wonderful World!!
6. 急☆上☆Show!!
7. ズッコケ男道
8. Snow White
9. 雪をください
10. 君の歌をうたう
11. 大阪ロマネスク
12. ミセテクレ
13. 『って!!!!!!!』
14. BOY
15. 蒼写真

＜アンコール＞
1. ローリング・コースター
2. 無責任ヒーロー
3. ひとつのうた

＜Wアンコール＞
1. イッツ マイ ソウル

＜WWアンコール＞
1. ズッコケ男道

＜エンドロール＞
- Wonderful World!! "8UPPERS" Remix

### 特典DVD（初回限定盤）
| #         | タイトル                                             | 作詞   | 作曲・編曲 | 時間  |
| --------- | ---------------------------------------------------- | ------ | ---------- | ----- |
| 1.        | 「北海道・北海道立総合体育センター」(10月30日・31日) |        |            | 12:05 |
| 2.        | 「福岡・マリンメッセ福岡」(11月10日・11日)           |        |            | 6:02  |
| 3.        | 「石川・石川県産業展示館」(11月23日)                 |        |            | 9:01  |
| 4.        | 「広島・広島グリーンアリーナ」(11月27日・28日)       |        |            | 12:41 |
| 5.        | 「大分・ビーコンプラザ」(12月4日・5日)               |        |            | 17:42 |
| 6.        | 「宮城・セキスイハイムスーパーアリーナ」(12月12日)   |        |            | 11:18 |
| 7.        | 「東京・東京ドーム」(12月18日)                       |        |            | 7:05  |
| 8.        | 「愛知・日本ガイシホール」(12月21日・22日)           |        |            | 17:26 |
| 9.        | 「大阪・京セラドーム大阪」(12月30日 - 2011年1月1日)  |        |            | 35:18 |
| 合計時間: | 合計時間:                                            | 128:38 |            |       |

## WINK KILLER
参加者全員でトランプを引き、そこでジョーカーを引いた人がWINK KILLERとなり、
WINK KILLERは周囲にバレないように、誰か1人にウインクをする。他の誰にも気づかれずウインクされた人は死んでしまう。
誰にもバレずに全員をウインクで殺せた場合ウインクキラーの勝利となり、もし途中で他の人にウインクキラーだとバレた場合WINK KILLER以外の参加者勝利となる。
WINK KILLERを当てた場合⇒WINK KILLERが罰ゲーム。全員殺された場合⇒WINK KILLERが他の参加者全員に罰ゲーム。ウインクキラーとルールが似ているが、「主犯者」「共犯者」「一般市民」等は出てこない。